# Olympische Jugend-Winterspiele 2012/Teilnehmer (Litauen)
| Gelbes Symbol für Goldmedaillen mit stilisierten Olympischen Ringen | Graues Symbol für Silbermedaillen mit stilisierten Olympischen Ringen | Braundes Symbol für Bronzemedaillen mit stilisierten Olympischen Ringen |
| ------------------------------------------------------------------- | --------------------------------------------------------------------- | ----------------------------------------------------------------------- |
| —                                                                   | —                                                                     | —                                                                       |

Litauen nahm an den Olympischen Jugend-Winterspielen 2012 in Innsbruck mit sechs Athleten in drei Sportarten teil.

## Sportarten

### Biathlon
| Athleten                                                                          | Wettbewerb                         | Zeit (Schießfehler) | Rang |
| --------------------------------------------------------------------------------- | ---------------------------------- | ------------------- | ---- |
| Jungen                                                                            |                                    |                     |      |
| Arnoldas Mikelkevičius                                                            | 7,5 km Sprint                      | 24:02,1 min (5)     | 46   |
| Arnoldas Mikelkevičius                                                            | 10 km Verfolgung                   | 39:42,0 min (10)    | 47   |
| Mädchen                                                                           |                                    |                     |      |
| Gaudvilė Nalivaikaitė                                                             | 6 km Sprint                        | 22:40,7 min (5)     | 44   |
| Gaudvilė Nalivaikaitė                                                             | 7,5 km Verfolgung                  | 38:05,4 min (5)     | 43   |
| Gemischt                                                                          |                                    |                     |      |
| Gaudvilė Nalivaikaitė Kristina Kazlauskaitė Arnoldas Mikelkevičius Jaunius Drusys | Mixed-Staffel Skilanglauf/Biathlon | 1:14:57,8 h (3+9)   | 22   |

### Ski Alpin
| Athleten           | Wettbewerb   | Durchgang 1 | Durchgang 2        | Gesamt             | Gesamt             |
| Athleten           | Wettbewerb   | Zeit        | Zeit               | Zeit               | Rang               |
| ------------------ | ------------ | ----------- | ------------------ | ------------------ | ------------------ |
| Jungen             |              |             |                    |                    |                    |
| Rokas Zaveckas     | Super-G      |             |                    | 1:12,29 min        | 35                 |
| Rokas Zaveckas     | Riesenslalom | 1:03,30 min | 59,96 s            | 2:03,26 min        | 29                 |
| Rokas Zaveckas     | Slalom       | 46,05 s     | 43,24 s            | 1:29,29 min        | 24                 |
| Rokas Zaveckas     | Kombination  | 1:10,40 min | 42,08 s            | 1:52,48 min        | 28                 |
| Mädchen            |              |             |                    |                    |                    |
| Laura Pamerneckytė | Riesenslalom | 1:08,12 min | 1:09,30 min        | 2:17,42 min        | 36                 |
| Laura Pamerneckytė | Slalom       | DNF         | nicht qualifiziert | nicht qualifiziert | nicht qualifiziert |

### Skilanglauf
| Athleten              | Wettbewerb      | Qualifikation | Qualifikation | Viertelfinale      | Viertelfinale      | Halbfinale         | Halbfinale         | Finale             | Finale             |
| Athleten              | Wettbewerb      | Zeit          | Rang          | Zeit               | Rang               | Zeit               | Rang               | Zeit               | Rang               |
| --------------------- | --------------- | ------------- | ------------- | ------------------ | ------------------ | ------------------ | ------------------ | ------------------ | ------------------ |
| Jungen                |                 |               |               |                    |                    |                    |                    |                    |                    |
| Jaunius Drusys        | 10 km klassisch |               |               |                    |                    |                    |                    | 33:46,3 min        | 33                 |
| Jaunius Drusys        | Sprint          | 1:54,24 min   | 36            | nicht qualifiziert | nicht qualifiziert | nicht qualifiziert | nicht qualifiziert | nicht qualifiziert | nicht qualifiziert |
| Mädchen               |                 |               |               |                    |                    |                    |                    |                    |                    |
| Kristina Kazlauskaitė | 5 km klassisch  |               |               |                    |                    |                    |                    | 17:29,1 min        | 29                 |
| Kristina Kazlauskaitė | Sprint          | 2:08,43 min   | 26            | 2:09,1 min         | 4                  | nicht qualifiziert | nicht qualifiziert | nicht qualifiziert | nicht qualifiziert |